# Jonathan Toro
Jonathan Josué Rubio Toro, noto semplicemente come Jonathan Toro (San Pedro Sula, 21 ottobre 1996), è un calciatore honduregno, attaccante del Petro Atlético.

## Caratteristiche tecniche
È una seconda punta.

## Statistiche

### Cronologia presenze e reti in nazionale
| Cronologia completa delle presenze e delle reti in nazionale ― Honduras | Cronologia completa delle presenze e delle reti in nazionale ― Honduras | Cronologia completa delle presenze e delle reti in nazionale ― Honduras | Cronologia completa delle presenze e delle reti in nazionale ― Honduras | Cronologia completa delle presenze e delle reti in nazionale ― Honduras | Cronologia completa delle presenze e delle reti in nazionale ― Honduras | Cronologia completa delle presenze e delle reti in nazionale ― Honduras | Cronologia completa delle presenze e delle reti in nazionale ― Honduras |
| Data                                                                    | Città                                                                   | In casa                                                                 | Risultato                                                               | Ospiti                                                                  | Competizione                                                            | Reti                                                                    | Note                                                                    |
| ----------------------------------------------------------------------- | ----------------------------------------------------------------------- | ----------------------------------------------------------------------- | ----------------------------------------------------------------------- | ----------------------------------------------------------------------- | ----------------------------------------------------------------------- | ----------------------------------------------------------------------- | ----------------------------------------------------------------------- |
| 6-9-2019                                                                | Tegucigalpa                                                             | Honduras                                                                | 4 – 0                                                                   | Porto Rico                                                              | Amichevole                                                              | 1                                                                       | 73’                                                                     |
| 11-9-2019                                                               | San Pedro Sula                                                          | Honduras                                                                | 2 – 1                                                                   | Cile                                                                    | Amichevole                                                              | 1                                                                       | 46’                                                                     |
| 10-10-2019                                                              | Port of Spain                                                           | Trinidad e Tobago                                                       | 0 – 2                                                                   | Honduras                                                                | CONCACAF Nations League 2019-2020 - 2º turno                            | -                                                                       |                                                                         |
| 14-10-2019                                                              | San Pedro Sula                                                          | Honduras                                                                | 1 – 0                                                                   | Martinica                                                               | CONCACAF Nations League 2019-2020 - 2º turno                            | -                                                                       | 46’                                                                     |
| 17-11-2019                                                              | San Pedro Sula                                                          | Honduras                                                                | 4 – 0                                                                   | Trinidad e Tobago                                                       | CONCACAF Nations League 2019-2020 - 2º turno                            | 1                                                                       | 79’                                                                     |
| 15-11-2020                                                              | Città del Guatemala                                                     | Guatemala                                                               | 2 – 1                                                                   | Honduras                                                                | Amichevole                                                              | -                                                                       |                                                                         |
| 24-3-2021                                                               | Minsk                                                                   | Bielorussia                                                             | 1 – 1                                                                   | Honduras                                                                | Amichevole                                                              | -                                                                       | 73’                                                                     |
| 28-3-2021                                                               | Salonicco                                                               | Grecia                                                                  | 2 – 1                                                                   | Honduras                                                                | Amichevole                                                              | -                                                                       | 65’                                                                     |
| 3-6-2021                                                                | Denver                                                                  | Honduras                                                                | 0 – 1                                                                   | Stati Uniti                                                             | CONCACAF Nations League 2019-2020 - Semifinale                          | -                                                                       | 64’                                                                     |
| 6-6-2021                                                                | Denver                                                                  | Honduras                                                                | 2 – 2 dts (5 – 4 dtr)                                                   | Costa Rica                                                              | CONCACAF Nations League 2019-2020 - Finale 3º posto                     | -                                                                       | 78’                                                                     |
| 12-6-2021                                                               | Atlanta                                                                 | Messico                                                                 | 0 – 0                                                                   | Honduras                                                                | Amichevole                                                              | -                                                                       | 69’                                                                     |
| 2-9-2021                                                                | Toronto                                                                 | Canada                                                                  | 1 – 1                                                                   | Honduras                                                                | Qual. Mondiali 2022                                                     | -                                                                       | 71’                                                                     |
| 5-9-2021                                                                | San Salvador                                                            | El Salvador                                                             | 0 – 0                                                                   | Honduras                                                                | Qual. Mondiali 2022                                                     | -                                                                       | 69’                                                                     |
| 8-9-2021                                                                | San Pedro Sula                                                          | Honduras                                                                | 1 – 4                                                                   | Stati Uniti                                                             | Qual. Mondiali 2022                                                     | -                                                                       | 46’                                                                     |
| 30-1-2022                                                               | San Pedro Sula                                                          | Honduras                                                                | 0 – 2                                                                   | El Salvador                                                             | Qual. Mondiali 2022                                                     | -                                                                       | 46’                                                                     |
| Totale                                                                  |                                                                         | Presenze                                                                | 15                                                                      |                                                                         | Reti                                                                    | 3                                                                       |                                                                         |